# Ладзизе
Ладзѝзе (на италиански: Lazise; на венециански: Lasise, Ласисе) е градче и община в Северна Италия, провинция Верона, регион Венето. Разположено е на 76 m надморска височина на източния бряг на езеро Гарда. Населението на общината е 6901 души (към 2015 г.).